# MV Agusta F4 1000 R
Die F4 1000 R ist ein Motorrad der Kategorie Superbikes des italienischen Herstellers MV Agusta.
Basierend auf der F4 1000 S kommen bei der F4 1000 R zahlreiche technische Änderungen für ein besseres Fahrverhalten und eine höhere Motorleistung zum Tragen.
Der Motor wurde weitreichend überarbeitet und leistet nun 128 kW (174 PS) und 111 Nm. Damit liegt die MV Agusta auf dem Niveau der japanischen Mitbewerber à la Suzuki GSX-R 1000, Kawasaki ZX-10R etc.
Das Fahrwerk erhielt eine hochwertige Carbon-Nitrid-beschichtete 50 mm Upside-Down-Gabel von Marzocchi, ein Monofederbein mit Einstellmöglichkeiten von Zug- und Druckstufe im High- und Low-Speed-Bereich, eine radial verschraubte 4-Kolben-Monoblock-Bremsanlage von Brembo mit 320 mm Bremsscheiben, geschmiedete Brembo-Aluminiumräder mit Speichen im Y-Design.
Dazu gibt es eine erhöhte Verkleidungsscheibe und eine exklusive Lackierung in schwarz/anthrazit/rot mit schwarzen Felgen.
Lieferbar sind eine 1-Sitzer-(Monoposto)- und eine 1+1-Sitzer-(Biposto)-Variante.